# Reina Hispanoamericana Chile
Reina Hispanoamericana Chile es el concurso de belleza femenina que elige a la representante de Chile para competir en el certamen internacional de Reina Hispanoamericana (1991; nombrado Reina Sudamericana hasta 2006).

## Historia
Hasta 2023, Chile ha participado en 31 de las 32 ediciones del concurso, salvo en 1994, y ha clasificado diez veces.

## Estadísticas
Años representados: 31 de 32 (hasta 2023).
| Posición               | N.º | Año(s)                       |
| ---------------------- | --- | ---------------------------- |
| Reina Hispanoamericana | 0   |                              |
| Virreina               | 3   | 1993, 1996, 2011             |
| Finalista              | 4   | 1998, 2000, 2013, 2017, 2018 |
| Semifinalistas         | 2   | 2021, 2022                   |
| Premiación especial    | 5   | 1995, 2001, 2003, 2005, 2012 |

## Ganadoras
Simbología
- La concursante ganó Reina Hispanoamericana.
- La concursante fue Virreina Hispanoamericana / Sudamericana.
- La concursante fue finalista.

| Año         | Reina Hispanoamericana Chile       | Ciudad             | Resultado                                     |
| ----------- | ---------------------------------- | ------------------ | --------------------------------------------- |
| 1991        | Cecilia Alfaro Navarrete           | Santiago           | No clasificó                                  |
| 1992        | Daniela Libedinski                 | Santiago           | No clasificó                                  |
| 1993        | Savka Pollak Tomasevich            | Santiago           | Virreina Sudamericana                         |
| 1994        | Chile no participó                 | Chile no participó | Chile no participó                            |
| 1995        | Bárbara Ercilla                    |                    | No clasificó; Miss Fotogenia                  |
| 1996        | Tonka Tomicic Petric               | Antofagasta        | Virreina Sudamericana                         |
| 1997        | Daniela Cubillos                   |                    | No clasificó                                  |
| 1998        | Paola Villarroel                   |                    | Finalista (1.ª)                               |
| 1999        | Fiorella Vismara von Lohse         |                    | No clasificó                                  |
| 2000        | Lissette Sierra Ocayo              | Arica              | Finalista (1.ª)                               |
| 2001        | Isabel Bawlitza Muñoz              | Linares            | No clasificó; Miss Fotogenia                  |
| 2002        | Erika Niklitschek Schmidt          | Valparaíso         | No clasificó                                  |
| 2003        | María Trinidad Alliende            | Valparaíso         | No clasificó; Miss Talento                    |
| 2004        | Hil Hernández Escobar              | Castro             | No clasificó                                  |
| 2005        | Eugenia Passalacqua Hucke          | Isla de Pascua     | No clasificó; Premio al "Cabello más hermoso" |
| 2006        | Marta García-Huidobro Ochiogniero  | Santiago           | No clasificó                                  |
| 2007        | Belén Montilla Torreblanca         | Arica              | No clasificó                                  |
| 2008        | Bárbara Picón                      | Santiago           | No clasificó                                  |
| 2009        | Nataly Chilet Bustamante           | Santiago           | No clasificó                                  |
| 2010        | Marie Ann Salas Gorboi             | Santiago           | No clasificó                                  |
| 2011        | María Jesús Matthei Molina         | Santiago           | Virreina Hispanoamericana                     |
| 2012        | Rocío Gutiérrez                    | Santiago           | No clasificó; Miss Simpatía                   |
| 2013        | María José Barrena Medel           | Santiago           | Finalista (2.ª)                               |
| 2014        | Vahiane Paoa                       | Isla de Pascua     | No clasificó                                  |
| 2015        | Sofía Saavedra Valderrama          | Viña del Mar       | No clasificó                                  |
| 2016        | Javiera Patricia Hernández Cornejo | Santiago           | No clasificó                                  |
| 2017        | Valentina Schnitzer                | Santiago           | Finalista (7.ª)                               |
| 2018        | Camila Helfmann Pastene            | Huechuraba         | Finalista (4.ª)                               |
| 2019 - 2020 | Aylin Jaldin Fernández             | Iquique            | No clasificó                                  |
| 2021        | Paula Henríquez                    | Santiago           | Semifinalista (Top 12)                        |
| 2022        | Anita María Rojas                  | Santiago           | Semifinalista (Top 14)                        |
| 2023 - 2024 | Amaya Butrón Carrasco              | Santiago           | No clasificó                                  |

## Trivia

### Miss Universo Chile
- 1991: Cecilia Alfaro
- 1993: Savka Pollak
- 2006: Belén Montilla
- 2013: María Jesús Matthei

### Miss Mundo Chile
- 1995: Tonka Tomicic
- 1999: Lissette Sierra
- 2000: Isabel Bawlitza
- 2008: Nataly Chilet

### Miss Tierra Chile
- 2004: Erika Niklitschek Schmidt
- 2005: Nataly Chilet
- 2006: Hil Hernández

### Miss Internacional Chile
- 2007: Marie Ann Salas